# Can Mir (Palma)
Can Mir (/kan mi/) era el nom d'un magatzem de fustes situat a les avingudes de Palma, prop de l'estació del tren de Sóller. L'indret durant la Guerra Civil va ser convertit en una improvisada presó per a les persones vinculades a associacions obreres i partits d'esquerra. Va ser en aquest indret on es posaren en marxa els alliberaments nocturns de presos que, conduïts per grups de falangistes, acabaven assassinats a les voreres de les carreteres, constituint un dels episodis més tràgics de la repressió feixista a Mallorca.
La presó de Can Mir va ser inaugurada el setembre de 1936, amb un contingent de detinguts procedents del vaixell-presó Jaume I. S'hi arribaren a allotjar prop d'un milenar de persones. Al llarg de la durada d'aquest centre de reclusió, els presoners oscil·laren entre 700 i 1000.
Entre el setembre de 1936 i el març de 1937 es va instituir la pràctica de posar en llibertat petits grups de detinguts. Ser inclòs en la llista d'alliberats significava, en un elevat percentatge de possibilitats, l'execució sumària, sense causa ni judici. Els encarregats de cometre els assassinats eren escamots de falangistes, amb l'anuència de les autoritats civils, militars i religioses.
El gener de 1941 la presó va ser clausurada i la majoria dels presos passaren a la Presó Provincial de Palma. L'any 1948 s'hi va instal·lar el cinema Sala Augusta (que en l'actualitat encara roman).

## Estructura del centre
El magatzem tenia l'entrada per allà on ara hi ha el cinema Augusta. Els detinguts estaven acaramullats a la nau central i per arribar-hi s'havia de passar per un pati. En aquest espai hi havia una cuina improvisada i dues habitacions: la cel·la de càstig i una petita cambra on de matinada els presos entraven en capella, és a dir: eren tancats allà les darreres hores de vida, a l'espera de ser afusellats.
En el pati hi havia una petita canal que era emprada com dutxa, a més de quatre clots que es feien servir com a excusats. La nau central tenia el sòtil sostingut per columnes i el trispol era de terra. Només hi havia dos passadissos de ciment que els presos anomenaven es born. En els moments de més tensió les persones retingudes es passejaven per aquest espai per tranquil·litzar-se.

## Activitats dels presos
La vida penitenciària no diferia massa de la de qualsevol centre de reclusió. A les vuit del matí despertaven els detinguts, tocant un xiulet. Com a berenar es repartia una cullerada de xocolata, juntament amb un bocí de pa, o bé llet aigualida. A les dotze de migdia es dinava. Per a dinar menjaven generalment, moniatos bullits, cuinat de llegums, patates, etc.
A les set del capvespre se sopava, també d'algun moniato bullit, i en aquesta hora era freqüent que es procedís a un recompte. Devers les nou del vespre els presos acabaven la jornada, i havien de dormir, a terra, amb una màrfega. La nau era deixada en penombra, per tal que els vigilants poguessin controlar els moviments dels detinguts.
Les condicions higièniques eren dolentes. Eren freqüents les xinxes, polls, puces, i altres paràsits. A la presó hi havia un metge però els seus serveis no eren massa sol·licitats per mor dels pocs mitjans que disposava. Els presoners no realitzaven, de forma obligatòria, cap treball. La major part d'ells passava el dia entretenint-se fent senalles o treballant la fusta, a més de dibuixar o pintar targetes, que servien per a obsequiar els amics o familiars que anaven a visitar-los. De manera voluntària podien pelar patates o ajudar en algunes tasques.

## Les tretes
El vespre tenien lloc les cridades de presos posats en llibertat. Segons els supervivents, la treta no es produïa mai a la mateixa hora. Però quasi sempre era a posta de sol.
Un dels guardians cridava amb veu alta la llista dels que havien d'ésser alliberats. Aquest era el moment més dramàtic. Els escamots de falangistes recollien els presos i els conduïen a matar, sovint a una vorera del camí. Els primers dies, els detinguts elegits estaven convençuts que, efectivament, restarien en llibertat. Però, passats uns dies, els familiars del pres alliberat tornaven a enviar la roba o el menjar a Can Mir.

## Els guardians
Els guàrdies falangistes, vestits amb camisa blava i gorra de plat, estaven a les ordres d'un oficial de presons, director del centre. Els directors varen ser, de manera successiva, Antoni Canyelles i Simó Fullana. Diferents fonts indiquen que el tracte donat als presoners, dins la duresa penitenciària, no era massa dolent. A més dels guardians, també s'encarregaven de la vigilància soldats que patrullaven pel pati. Aquests soldats -la majoria de reemplaçament- no podien tenir cap relació amb els reclusos. Quan un pres cometia una falta o les autoritats del centre consideraven que la seva conducta no era disciplinada, se'l conduïa a la cel·la de càstig, que era una petita cambra de set o vuit metres quadrats, i on restaven a règim de pa i aigua durant deu o dotze dies.
En els primers mesos la disciplina era més dura. El Nadal de 1936, per primera vegada donaren arròs per dinar, i sembla que també, a partir de primers de gener, autoritzaren visites de familiars. Les visites tenien lloc, a la part posterior de l'edifici. Existia un passadís, de setanta centímetres d'amplària, amb reixes a cada costat. A una banda es col·locava el pres i a l'altra la família. Un guàrdia passejava pel mig, escoltant les converses.